# Keep Away
Keep Away – utwór amerykańskiego zespołu muzycznego Godsmack, będący drugim singlem z uznawanego za pierwszy albumu studyjnego zespołu, noszącego tą samą nazwę co on. Został wydany w formacie CD w czerwcu 1999 roku nakładem Universal Records i Republic Records. Zrealizowano także akustyczną wersję utworu, która trafiła na wydany w 2004 roku minialbum The Other Side.
Utwór początkowo wydano na opublikowanym w lutym 1997 roku w niskim nakładzie w rodzinnych stronach Godsmacka, Bostonie i okolicach, albumie All Wound Up, faktycznie pierwszym wydawnictwie studyjnym zespołu. Egzemplarz albumu niedługo później trafił w ręce DJ-a z lokalnej stacji radiowej WAAF (FM), która następnie często puszczała „Keep Away” na swojej antenie, co sprawiło, że utwór szybko awansował na pierwsze miejsce na playliście stacji i przyczynił się do zwiększenia zainteresowania albumem oraz samym zespołem, torując mu drogę do zrobienia większej kariery.

## Znaczenie tekstu i odbiór
Sully Erna, wokalista i lider zespołu Godsmack, w wywiadzie dla ABC Radio Network tak odniósł się do znaczenia testu „Keep Away”: 

To piosenka o nadziei – nadziei na pozbycie się suki z mojego życia.

{{Cytat}} Nieprawidłowe/puste pola: "styl".
W 2000 roku utwór zdobył nagrodę w kategorii Outstanding Song/Songwriter na gali Boston Music Awards.

## Teledysk
Teledysk do utworu powstał w 1999 roku, a za jego reżyserię odpowiadał Peter Christopherson. Utrzymany w mrocznej stylistyce film przedstawia podróż nastoletniego chłopca, który wszędzie, gdzie się pojawia, doświadcza wyśmiewania, podczas gdy zespół gra w obskurnej przestrzeni magazynowej.

## Wykorzystanie utworu
„Keep Away” znalazł się na zawierającej utwory różnych wykonawców, wydanej w 1999 roku kompilacji Woodstock ’99.
Utwór został wykorzystany w pochodzącym z 2000 roku odcinku Psycho Therapy serialu animowanego telewizji MTV Daria.  

## Lista utworów
Opracowano na podstawie materiału źródłowego.
| Nr | Tytuł utworu             | Długość |
| -- | ------------------------ | ------- |
| 1. | „Keep Away (Radio Edit)” | 3:59    |
| 2. | „Keep Away”              | 4:49    |
|    |                          | 8:48    |

## Notowania na listach przebojów
Notowania tygodniowe
| Lista (1999)                                       | Pozycja |
| -------------------------------------------------- | ------- |
| Stany Zjednoczone (Mainstream Rock (Billboard))    | 5       |
| Stany Zjednoczone (Modern Rock Tracks (Billboard)) | 31      |